# Билинейное преобразование
Билине́йное преобразова́ние (или преим. в зап. литературе преобразование Та́стина (англ.: Tustin’s method transformation)) — конформное отображение, используемое для преобразования передаточной функции {\displaystyle H_{a}(s)\ } линейной стационарной системы (например, корректирующего звена системы управления, электронного фильтра и т. п.) непрерывной формы в передаточную функцию {\displaystyle H_{d}(z)\ } линейной системы в дискретной форме.
Оно отображает точки {\displaystyle j\omega \ }-оси, {\displaystyle Re[s]=0\ }, на s-плоскости в окружность единичного радиуса, {\displaystyle |z|=1\ }, на z-плоскости.
Это преобразование сохраняет устойчивость исходной непрерывной системы и существует для всех точек её передаточной функции. То есть, для каждой точки передаточной функции или АФЧХ исходной системы существует подобная точка с идентичными фазой и амплитудой дискретной системы. Однако эта точка может быть расположена на другой частоте. Эффект сдвига частот практически незаметен при небольших частотах, однако существенен на частотах, близких к частоте Найквиста.
Билинейное преобразование представляет собой функцию, аппроксимирующую натуральный логарифм, который является точным отображением z-плоскости на s-плоскость. При применении преобразования Лапласа над дискретным сигналом (представляющего последовательность отсчётов), результатом является Z-преобразование с точностью до замены переменных:
{\displaystyle z\ }
{\displaystyle =e^{sT}\ }
{\displaystyle ={\frac {e^{sT/2}}{e^{-sT/2}}}\ }
{\displaystyle \approx {\frac {1+sT/2}{1-sT/2}}\ ,}
где {\displaystyle T\ } — период дискретизации (обратная к частоте дискретизации величина).
Аппроксимация, приведённая выше и является билинейным преобразованием.
Обратное преобразование из s-плоскости в z-плоскость и его билинейная аппроксимация записываются следующим образом:
{\displaystyle s\ }
{\displaystyle ={\frac {1}{T}}\ln(z)\ }
{\displaystyle ={\frac {2}{T}}\left[{\frac {z-1}{z+1}}+{\frac {1}{3}}\left({\frac {z-1}{z+1}}\right)^{3}+{\frac {1}{5}}\left({\frac {z-1}{z+1}}\right)^{5}+{\frac {1}{7}}\left({\frac {z-1}{z+1}}\right)^{7}+\ldots \right]\ }
{\displaystyle \approx {\frac {2}{T}}{\frac {z-1}{z+1}}\approx \ }
{\displaystyle \approx {\frac {2}{T}}{\frac {1-z^{-1}}{1+z^{-1}}}\ .}
Билинейное преобразование использует это соотношения для замены передаточной функции {\displaystyle H_{a}(s)\ } на её дискретный аналог:
{\displaystyle s\leftarrow {\frac {2}{T}}{\frac {z-1}{z+1}}\ ,}
то есть:
{\displaystyle H_{d}(z)=H_{a}(s){\bigg |}_{s={\frac {2}{T}}{\frac {z-1}{z+1}}}=H_{a}\left({\frac {2}{T}}{\frac {z-1}{z+1}}\right)\ .}
Билинейное преобразование — частный случай преобразования Мёбиуса, определяемого как:
{\displaystyle z^{\prime }={\frac {az+b}{cz+d}}\ .}